# Olga Bezhko
Olga Bezhko –en ucraniano, Ольга Бежко– (Dnipropetrovsk, URSS, 14 de enero de 1987) es una deportista ucraniana que compitió en escalada. Ganó una medalla de bronce en el Campeonato Europeo de Escalada de 2006, en la prueba de bloques.

## Palmarés internacional
| Campeonato Europeo | Campeonato Europeo       | Campeonato Europeo | Campeonato Europeo |
| Año                | Lugar                    | Medalla            | Prueba             |
| ------------------ | ------------------------ | ------------------ | ------------------ |
| 2006               | Birmingham (Reino Unido) | Medalla de bronce  | Bloques            |